# José Sánchez Martínez
José Sánchez Martínez (Linares, Jaén, 2 de marzo de 2000), conocido como Pepe Sánchez, es un futbolista español. Juega de defensa y su equipo es el Albacete Balompié de la Segunda División de España.

## Trayectoria
Empezó a formarse como futbolista en las categorías inferiores del Real Jaén C. F. Fue convocado por primera vez por el entrenador José Manuel Barla el 8 de abril de 2017, aunque nunca llegó a debutar. Posteriormente se marchó a la disciplina del Granada C. F., empezando a jugar en el juvenil antes de llegar al Club Recreativo Granada, el filial del equipo nazarí. Jugó 17 partidos con el filial, hasta que finalmente en 2019 subió al primer equipo, convocado por Diego Martínez y debutando el 17 de diciembre de 2019 en un partido de Copa del Rey contra el C. E. L'Hospitalet. El 5 de noviembre de 2020 hizo su debut internacional al jugar en un partido de la fase de grupos de la Liga Europa contra el AC Omonia Nicosia. En total disputó 14 encuentros con el primer equipo antes de ser cedido al Real Club Deportivo de La Coruña para la segunda mitad de la temporada 2022-23.
El 26 de julio de 2023 fue traspasado a la U. D. Ibiza y firmó por dos temporadas. Sin embargo, cumplió solo una de ellas en la que jugó 28 partidos. Entonces estuvo sin equipo hasta que en diciembre de 2024 se incorporó al Albacete Balompié.

## Estadísticas

### Clubes
Actualizado al último partido disputado el 1 de junio de 2025.
| Club                                                                                  | Div.          | Temporada     | Liga  | Liga  | Copas nacionales(1) | Copas nacionales(1) | Copas internacionales(2) | Copas internacionales(2) | Total | Total |
| Club                                                                                  | Div.          | Temporada     | Part. | Goles | Part.               | Goles               | Part.                    | Goles                    | Part. | Goles |
| ------------------------------------------------------------------------------------- | ------------- | ------------- | ----- | ----- | ------------------- | ------------------- | ------------------------ | ------------------------ | ----- | ----- |
| Recreativo Granada · España                                                           | 2.ª B         | 2019-20       | 17    | 0     | —                   | —                   | —                        | —                        | 17    | 0     |
| Granada C. F. · España                                                                | 1.ª           | 2019-20       | 0     | 0     | 1                   | 0                   | —                        | —                        | 1     | 0     |
| Granada C. F. · España                                                                | 1.ª           | 2020-21       | 3     | 0     | 4                   | 0                   | 2                        | 0                        | 9     | 0     |
| Recreativo Granada · España                                                           | 2.ª B         | 2020-21       | 1     | 0     | —                   | —                   | —                        | —                        | 1     | 0     |
| Recreativo Granada · España                                                           | 2.ª F         | 2021-22       | 17    | 0     | —                   | —                   | —                        | —                        | 17    | 0     |
| Recreativo Granada · España                                                           | Total club    | Total club    | 35    | 0     | 0                   | 0                   | 0                        | 0                        | 35    | 0     |
| Granada C. F. · España                                                                | 1.ª           | 2021-22       | 0     | 0     | 1                   | 0                   | —                        | —                        | 1     | 0     |
| Granada C. F. · España                                                                | 2.ª           | 2022-23       | 3     | 0     | 0                   | 0                   | —                        | —                        | 3     | 0     |
| Granada C. F. · España                                                                | Total club    | Total club    | 6     | 0     | 6                   | 0                   | 2                        | 0                        | 14    | 0     |
| R. C. Deportivo de La Coruña · España                                                 | 1.ª F         | 2022-23       | 7     | 1     | —                   | —                   | —                        | —                        | 7     | 1     |
| R. C. Deportivo de La Coruña · España                                                 | Total club    | Total club    | 7     | 1     | 0                   | 0                   | 0                        | 0                        | 7     | 1     |
| U. D. Ibiza · España                                                                  | 1.ª F         | 2023-24       | 28    | 1     | 0                   | 0                   | —                        | —                        | 28    | 1     |
| U. D. Ibiza · España                                                                  | Total club    | Total club    | 28    | 1     | 0                   | 0                   | 0                        | 0                        | 28    | 1     |
| Albacete Balompié · España                                                            | 2.ª           | 2024-25       | 13    | 0     | —                   | —                   | —                        | —                        | 13    | 0     |
| Albacete Balompié · España                                                            | Total club    | Total club    | 13    | 0     | 0                   | 0                   | 0                        | 0                        | 13    | 0     |
| Total carrera                                                                         | Total carrera | Total carrera | 89    | 2     | 6                   | 0                   | 2                        | 0                        | 97    | 2     |
| (1) Incluye datos de la Copa del Rey. (2) Incluye datos de la Liga Europa de la UEFA. |               |               |       |       |                     |                     |                          |                          |       |       |